# Mississippi (folyó)
A Mississippi az Amerikai Egyesült Államok leghosszabb folyója, hossza 3770 km. A Missourival együtt Észak-Amerika legnagyobb folyamrendszerét alkotja, együttes hosszuk 6270 km. A folyó csaknem teljesen átszeli az Amerikai Egyesült Államok területét észak-déli irányban, útja során tíz állam területét érinti: Minnesota, Wisconsin, Iowa, Illinois, Missouri, Kentucky, Arkansas, Tennessee, Mississippi és Louisiana. Majdnem az összes középnyugati folyó a Mississippi-Missouri rendszerbe torkollik.

## Neve
Nevének eredetéről több elképzelés is létezik, az egyik szerint elnevezése az odzsibvé indián misi-ziibi szavaiból származik, melynek jelentése „nagy folyó”. Más források szerint az elnevezés az algonkin indiánoktól származik, melyben a messe a "nagy", a sepe pedig a "víz" szavakat jelenti.

## Földrajz

Az Alsó-Mississippi térképe

A Mississippi vízgyűjtő területe a negyedik legnagyobb a világon, területe 2 980 000 km².  31 amerikai állam és 2 kanadai tartomány, 72 millió ember lakóhelye tartozik a területéhez.
A folyót több szakaszra oszthatjuk, a Felső-Mississippi folyó az Itasca-tónál lévő forrástól a Missouri folyóval történő összefolyásáig tart. A Középső-Mississippi a Missouri folyótól az Ohioval történő összefolyásig tart, az alsó szakasz pedig a Mexikói-öbölnél található deltatorkolatig terjed. Az Alsó-Mississippi területén találhatók a folyó legszélesebb szakaszai, ami több helyen meghaladja az 1,6 km szélességet.
A Mississippi vízhozama átlagosan 7000-20 000 m³/s között mozog. Annak ellenére, hogy a világ ötödik leghosszabb folyója, a vízhozama „alacsonynak” mondható.

### Deltatorkolat

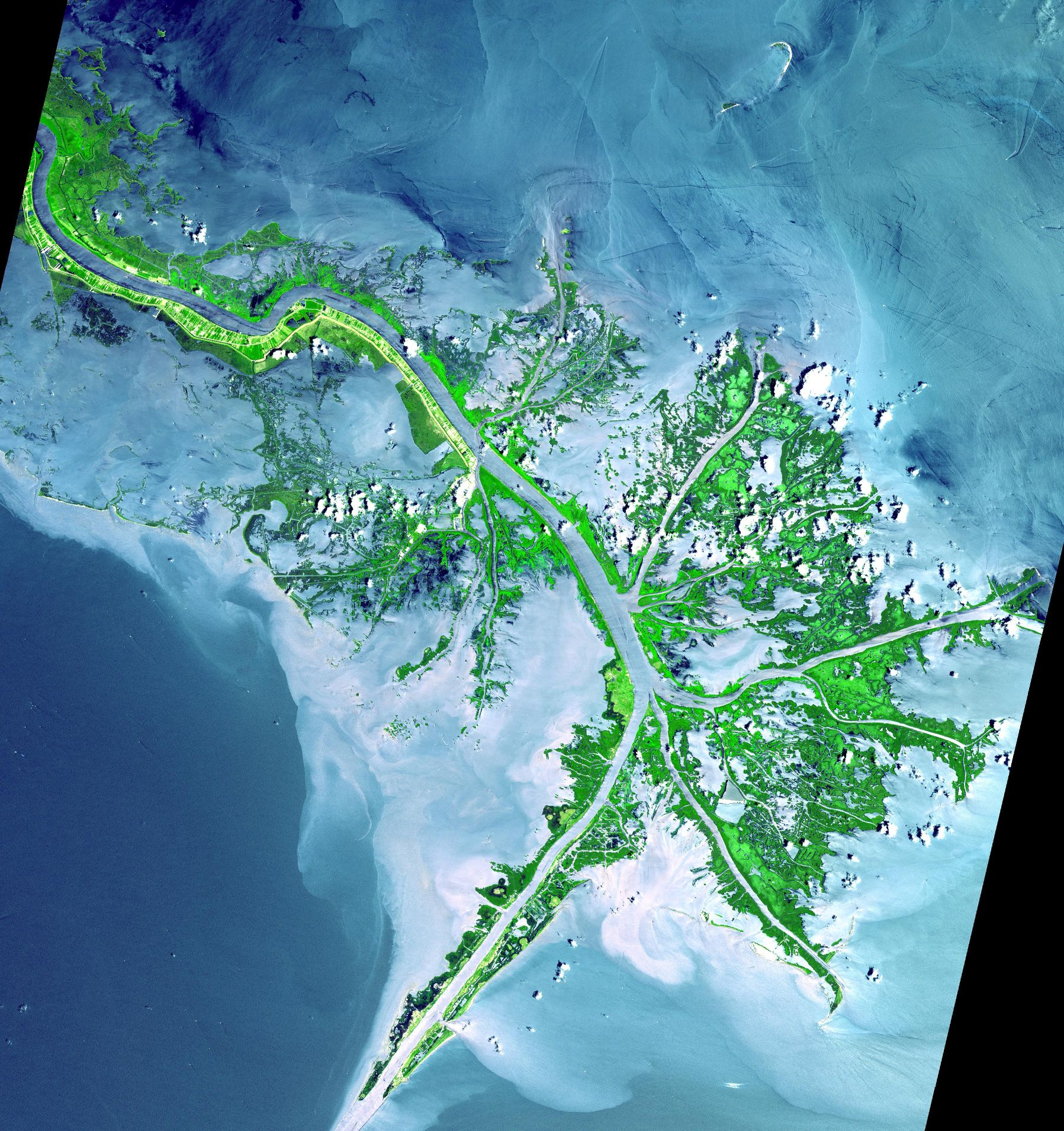
A Mississippi deltája űrfelvételen

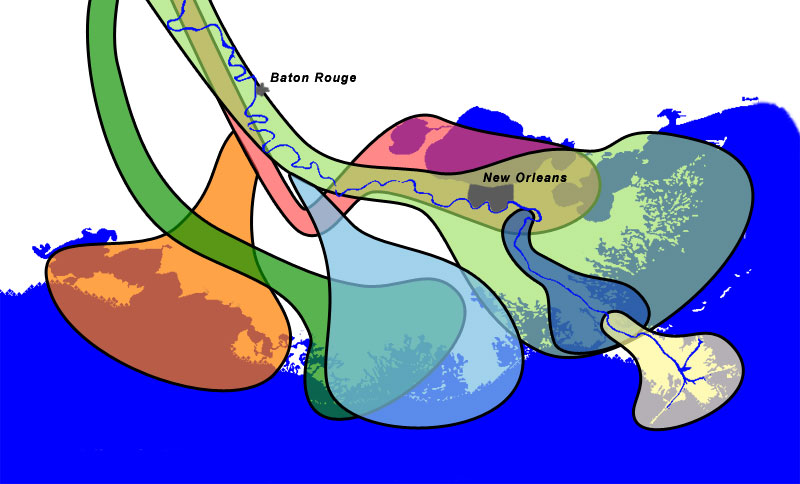
A Mississippi deltájának felépülése

A Mississippi szabályos „madárláb” formájú deltatorkolattal rendelkezik, mely az elmúlt ötezer évben 24-80 kilométert nyomult előre és fokozatosan épült fel. A delta épülése északról délre, valamint nyugatról keleti irányba történt, legfiatalabb része a délkeleti nyúlvány. A deltatorkolat 75 000 km² nagyságú, kelet-nyugati irányban több mint 400 km széles, területén 2,2 millió lakos él, többnyire New Orleans területén.
1900 előtt a Mississippi körülbelül 400 millió tonna üledéket szállított évente a Mexikói-öbölbe, az elmúlt két évtizedben ez a szám 145 millió tonnára csökkent. Ez különösen nagy környezeti problémát jelent, mivel a Mississippi-delta pusztulásához is vezethet. A folyó a delta további építéséhez már nem szállít elegendő hordalékot. A Mississippi által szállított üledék Memphisnél már kevesebb mint 10 méter vastagságú, ezzel szemben Dél-Louisianában, a delta csúcsánál a 100 méteres vastagságot is meghaladja.
A folyó által szállított hordalékmennyiség csökkenésének oka az elmúlt évszázad során felépített hatalmas gát- és töltésrendszer. Ezek a létesítmények elsődlegesen a folyó hajózhatóságát biztosítják, de üledékcsapdaként is működnek, így a hordalék egy része nem jut el a tengerig, egyes megfigyelések szerint a gátak a folyó által szállított hordalék akár 70 százalékát is megfoghatják. A delta további épüléséhez évi 18–24 milliárd tonna hordalékra lenne szükség, ennyit azonban nem szállít a Mississippi. A kutatók szerint emiatt a század végére mintegy  13 500 km² terület (a jelenlegi deltaterület 20 százaléka) el fog tűnni.

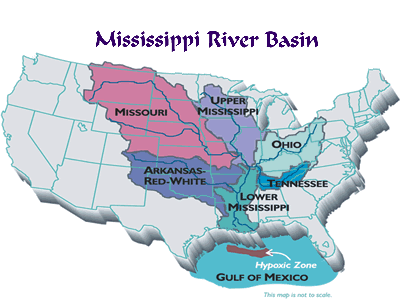
A Mississippi vízgyűjtő területe

### Mellékfolyói

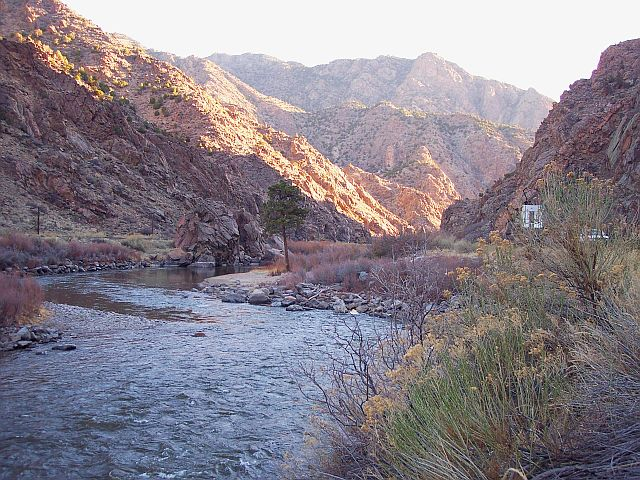
Arkansas, a Mississippi mellékfolyója

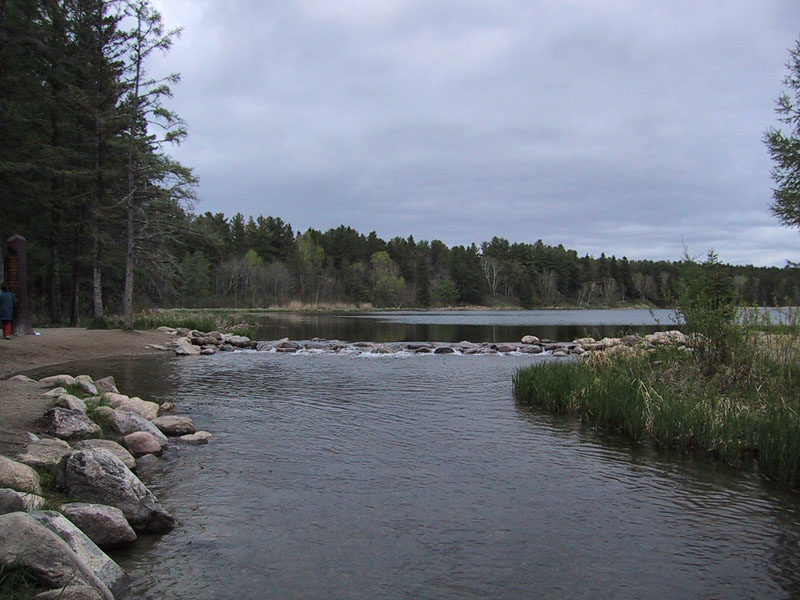
A Mississippi forrása az Itasca-tónál

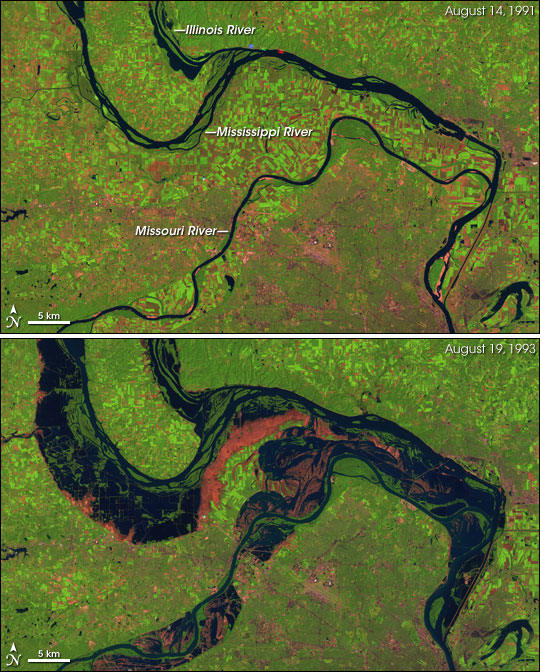
A Mississippi képe az 1993-as áradás után St. Louis közelében

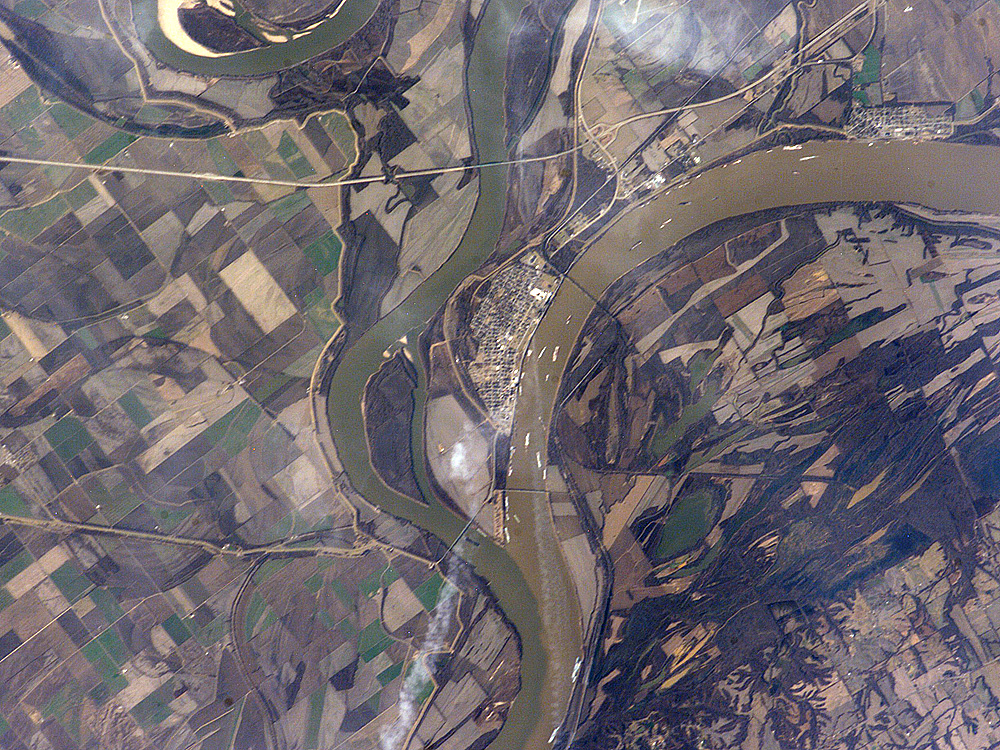
A Mississippi és az Ohio összefolyása

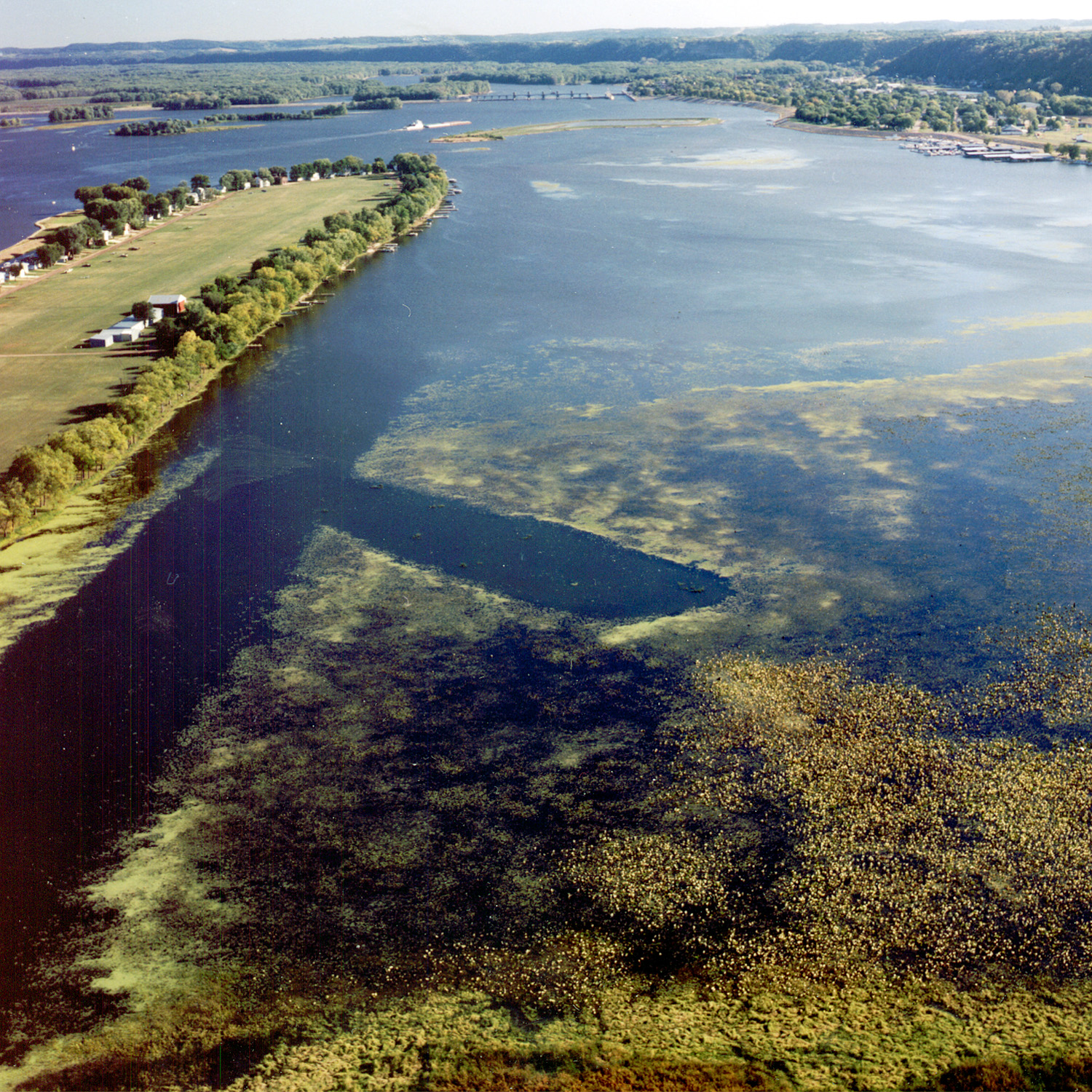
A Mississippi Guttenberg közelében, Iowa államban

Bal oldali mellékfolyói:
- St. Croix - 264 km
- Black
- Chippewa
- Wisconsin - 692 km
- Rock - 459 km
- Illinois - 439 km
- Kaskaskia
- Ohio - 1 579 km
- Hatschie
- Yazoo - 302 km
- Big Black

Jobb oldali mellékfolyói:
- Minnesota - 534 km
- Root
- Cannon
- Turkey
- Iowa - 482 km
- Skunk
- Salt
- Missouri - 4 370 km
- St. Francis
- White - 1 162 km
- Arkansas - 2 334 km
- Red - 2 189 km

### Növény- és állatvilág
A folyó és ártere igen gazdag élőhely, rendkívül sok növény- és állatfajnak ad otthont, a legnagyobb vizes élőhelyek közé tartozik Észak-Amerikában. A folyóban eddig 60 különböző kagylófajt azonosítottak, ezen kívül több mint 50 emlős, 145 kétéltű és hüllőfaj otthona. A Mississippi jellemző állatfajai közé tartozik az aligátor, a hód, a mosómedve, a vidra, a nyérc, a róka, a pézsmapocok és a görény.

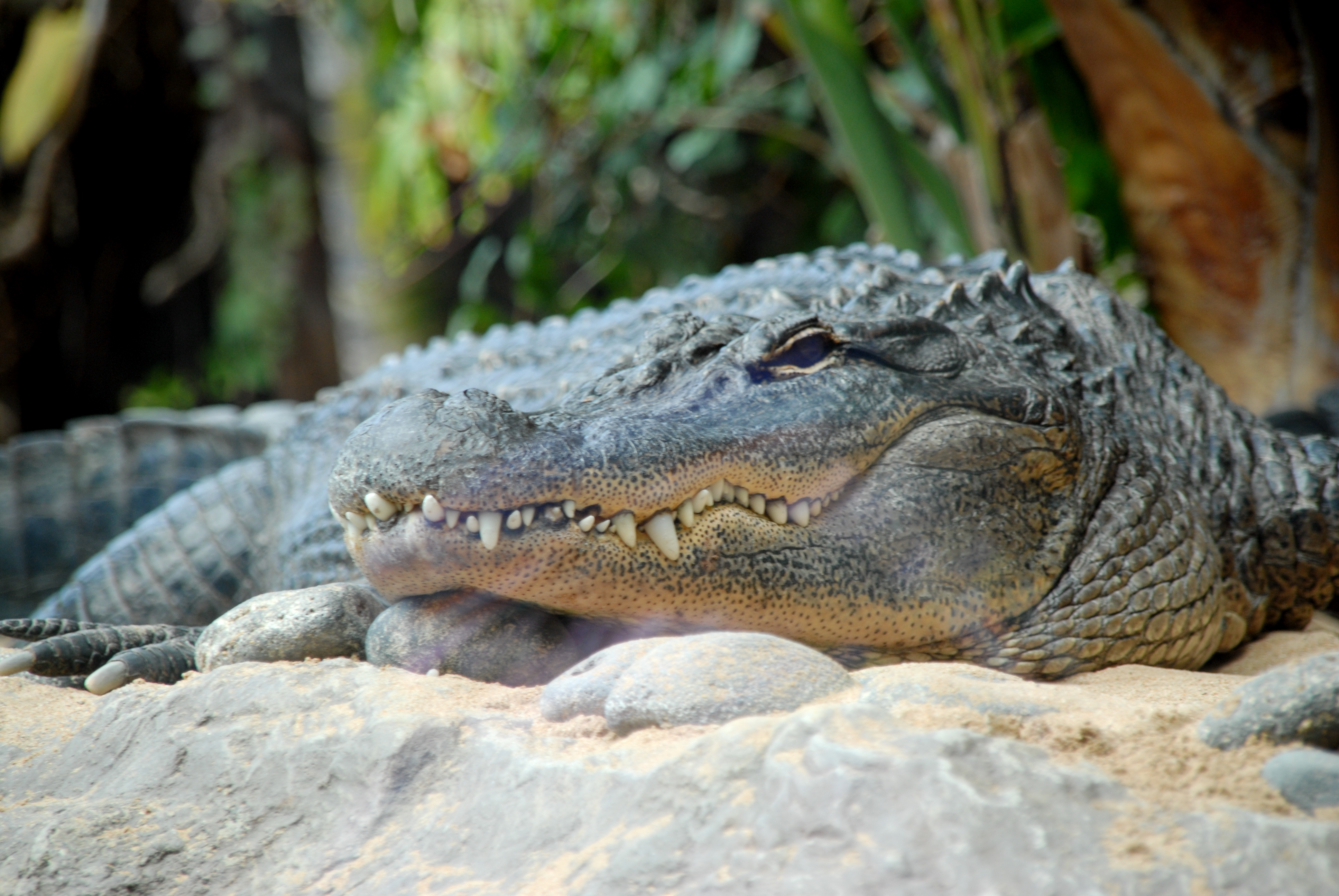
Aligátor
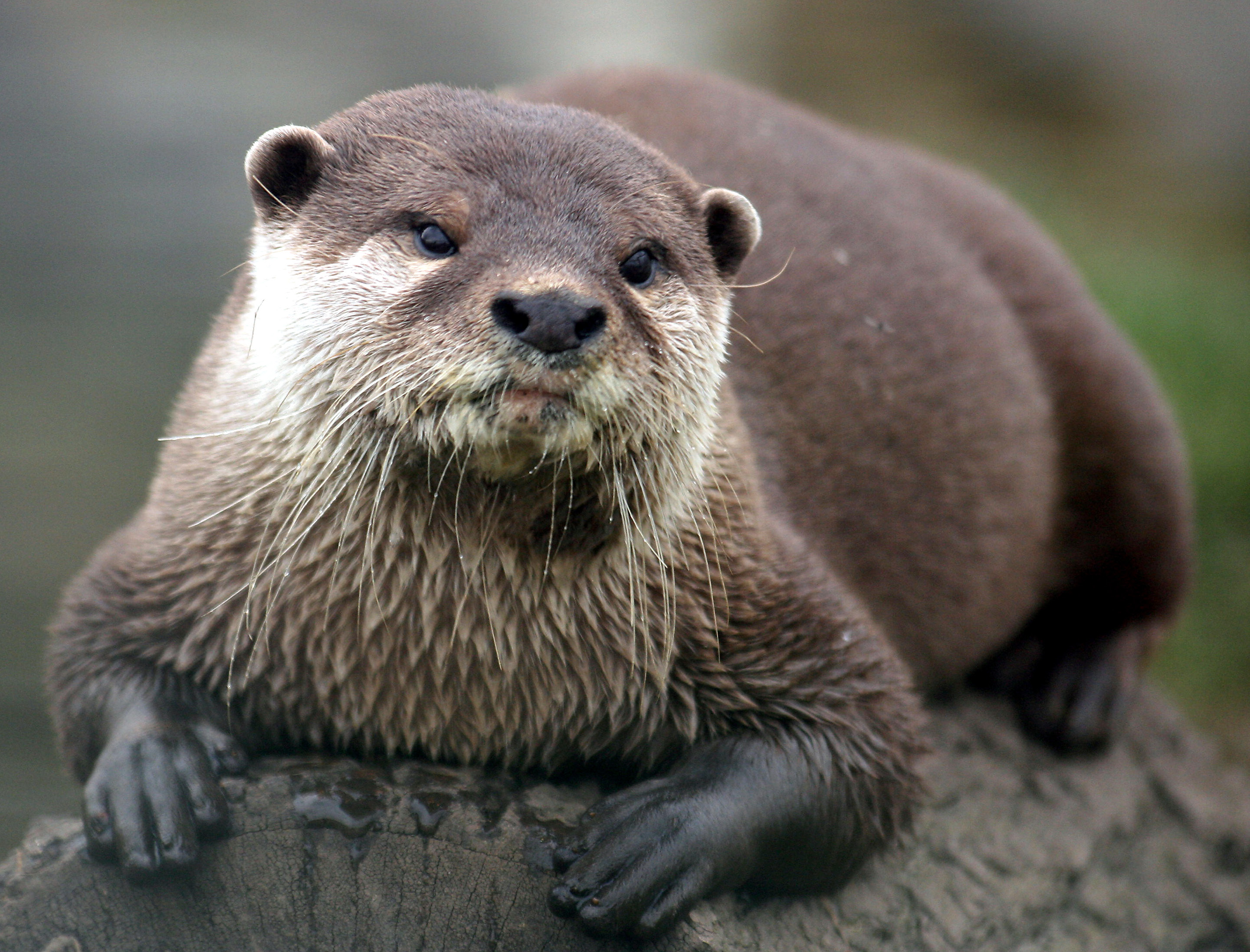
Vidra
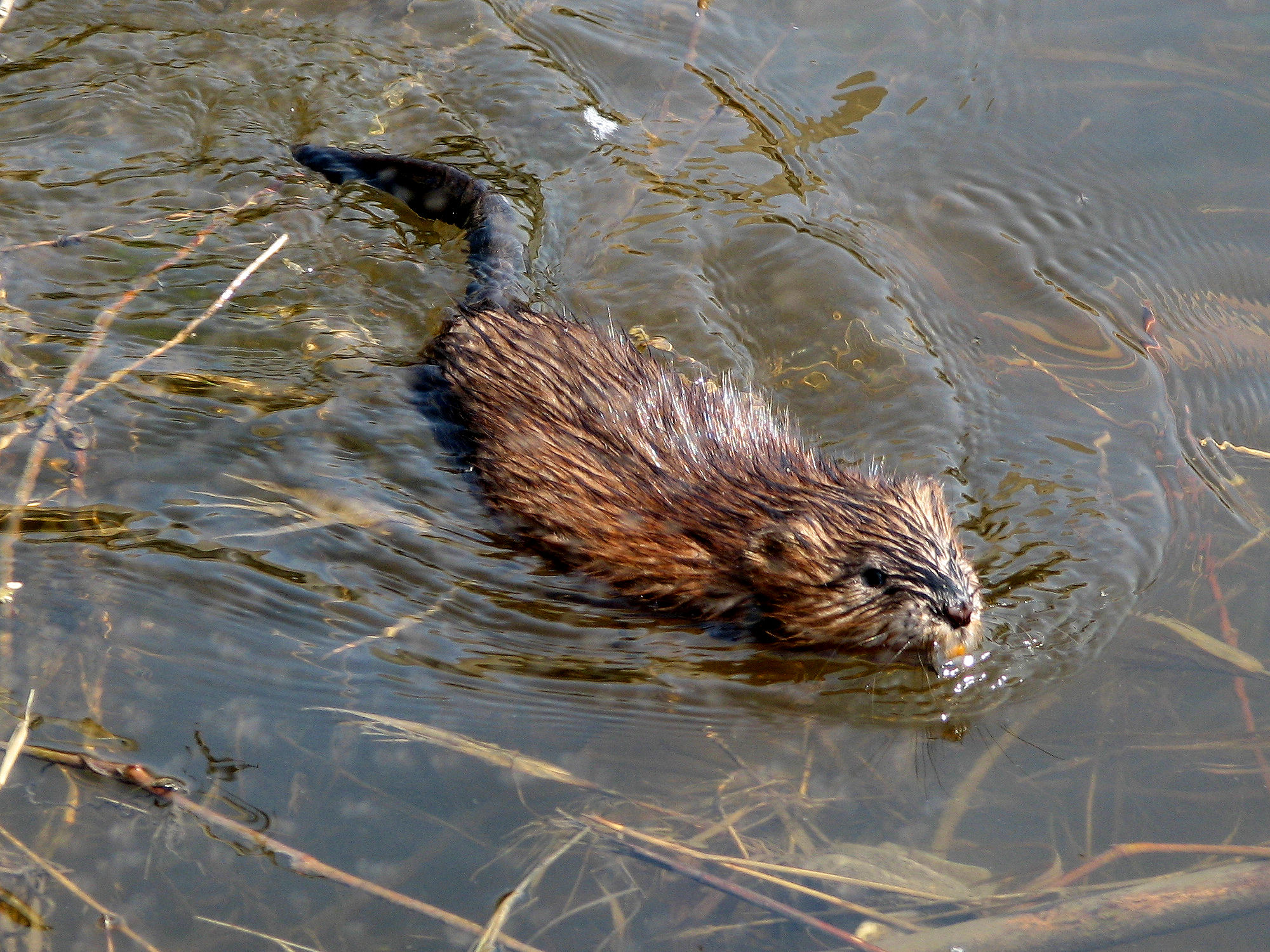
Pézsmapocok
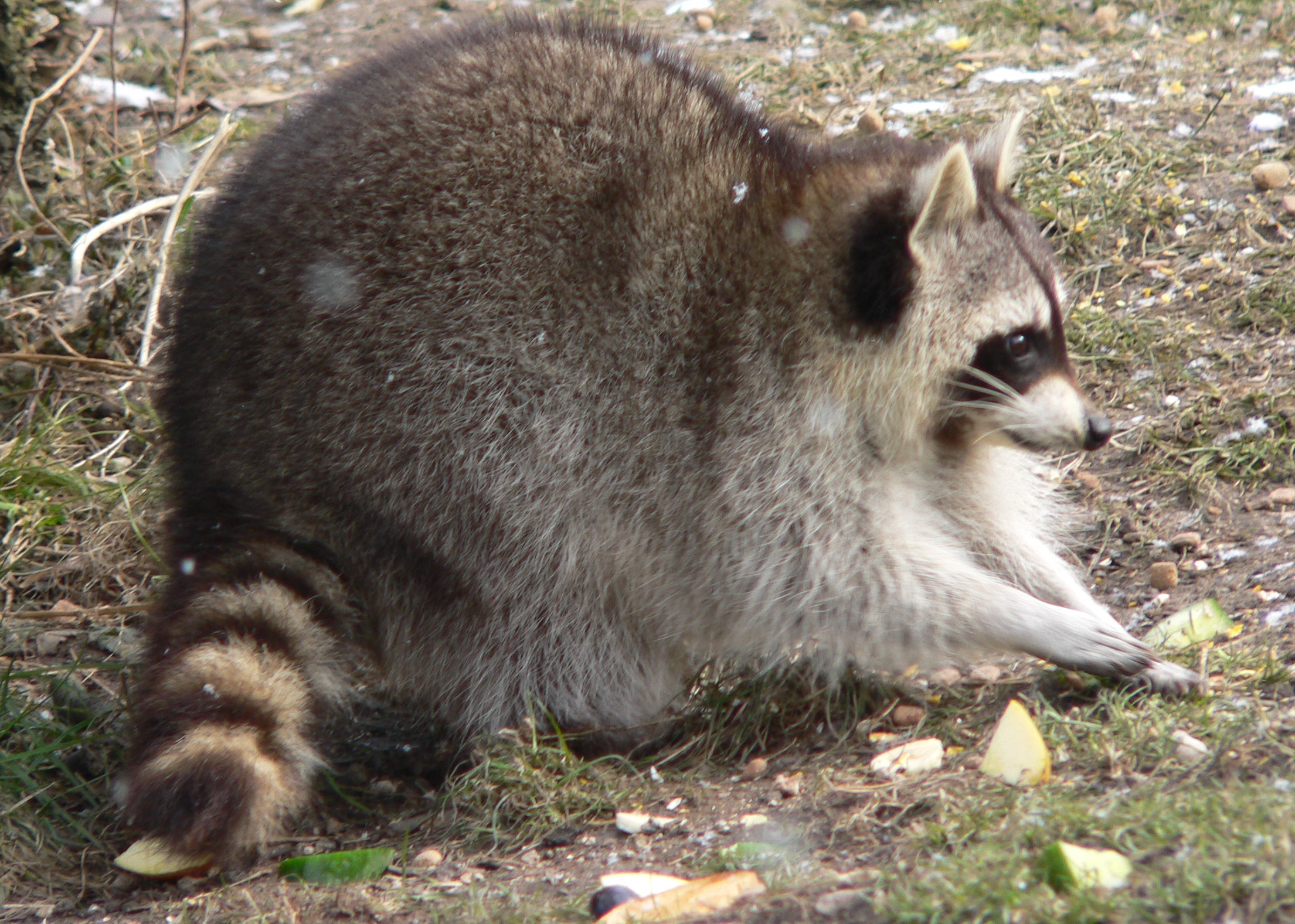
Mosómedve

## Gazdaság
A fő gazdasági tevékenységet a Mississippi-mentén az ipar, a turizmus, a mezőgazdaság és az akvakultúra jelenti.
| Gazdasági tevékenység a Mississippi-öbölben | Gazdasági tevékenység a Mississippi-öbölben | Gazdasági tevékenység a Mississippi-öbölben |
| Tevékenységi ág                             | Munkahelyek száma                           | Éves jövedelem (Milliárd $)                 |
| ------------------------------------------- | ------------------------------------------- | ------------------------------------------- |
| Ipar                                        | 383 000                                     | 87                                          |
| Turizmus                                    | 180 000                                     | 13                                          |
| Érc és szénhidrogén bányászat               | 41 000                                      | 9                                           |
| Mezőgazdaság                                | 100 000                                     | 6,8                                         |
| Szolgáltatások                              | 29 000                                      | 6                                           |
| Energiatermelés                             | 11 000                                      | 4,7                                         |

## Jelentősebb települések
| - Bemidji, Minnesota - Grand Rapids, Minnesota - Jacobson, Minnesota - Palisade, Minnesota - Aitkin, Minnesota - Riverton, Minnesota - Brainerd, Minnesota - Fort Ripley, Minnesota - Little Falls, Minnesota - Sartell, Minnesota - St. Cloud, Minnesota - Coon Rapids, Minnesota - Monticello, Minnesota - Minneapolis, Minnesota - Saint Paul, Minnesota - Nininger, Minnesota - Hastings, Minnesota - Prescott, Wisconsin - Prairie Island, Minnesota - Diamond Bluff, Wisconsin - Red Wing, Minnesota - Hager City, Wisconsin - Maiden Rock, Wisconsin - Stockholm, Wisconsin - Lake City, Minnesota - Maple Springs, Minnesota - Camp Lacupolis, Minnesota - Pepin, Wisconsin - Reads Landing, Minnesota | - Wabasha, Minnesota - Nelson, Wisconsin - Alma, Wisconsin - Buffalo, Wisconsin - Weaver, Minnesota - Minneiska, Minnesota - Fountain City, Wisconsin - Winona, Minnesota - Homer, Minnesota - Trempealeau, Wisconsin - Dakota, Minnesota - Dresbach Township, Minnesota - La Crescent, Minnesota - La Crosse, Wisconsin - Brownsville, Minnesota - Stoddard, Wisconsin - Genoa, Wisconsin - Victory, Wisconsin - Potosi, Wisconsin - De Soto, Wisconsin - Preston, Iowa - Lansing, Iowa - Ferryville, Wisconsin - Lynxville, Wisconsin - Prairie du Chien, Wisconsin - Marquette, Iowa - McGregor, Iowa - Wyalusing, Wisconsin - Guttenberg, Iowa - Cassville, Wisconsin - Dubuque, Iowa - Galena, Illinois | - Bellevue, Iowa - Savanna, Illinois - Sabula, Iowa - Fulton, Missouri - Clinton, Iowa - Cordova, Illinois - LeClaire, Iowa - Bettendorf, Iowa - East Moline, Illinois - Moline, Illinois - Davenport, Iowa - Rock Island, Illinois - Buffalo, Iowa - Muscatine, Iowa - New Boston, Illinois - Keithsburg, Illinois - Oquawka, Illinois - Burlington, Iowa - Dallas, Illinois - Fort Madison, Iowa - Nauvoo, Illinois - Keokuk, Iowa - Warsaw, Illinois - Quincy, Illinois - Hannibal, Missouri - Louisiana, Missouri - Clarksville, Missouri - Portage Des Sioux, Missouri - Alton, Illinois - Saint Louis, Missouri - Ste. Genevieve, Missouri - Kaskaskia, Illinois | - Chester, Illinois - Grand Tower, Illinois - Cape Girardeau, Missouri - Thebes, Illinois - Commerce, Missouri - Cairo, Illinois - Wickliffe, Kentucky - Columbus, Kentucky - Hickman, Kentucky - New Madrid, Missouri - Tiptonville, Tennessee - Caruthersville, Missouri - Osceola, Arkansas - Reverie, Tennessee - Memphis, Tennessee - West Memphis, Arkansas - Tunica, Mississippi - Helena-West Helena, Arkansas - Napoleon, Arkansas - Arkansas, Arkansas - Greenville, Mississippi - Vicksburg, Mississippi - Waterproof, Louisiana - Natchez, Mississippi - Morganza, Louisiana - St. Francisville, Louisiana - New Roads, Louisiana - Baton Rouge, Louisiana - Donaldsonville, Louisiana - Lutcher, Louisiana - New Orleans, Louisiana - Pilottown, Louisiana |

## Története

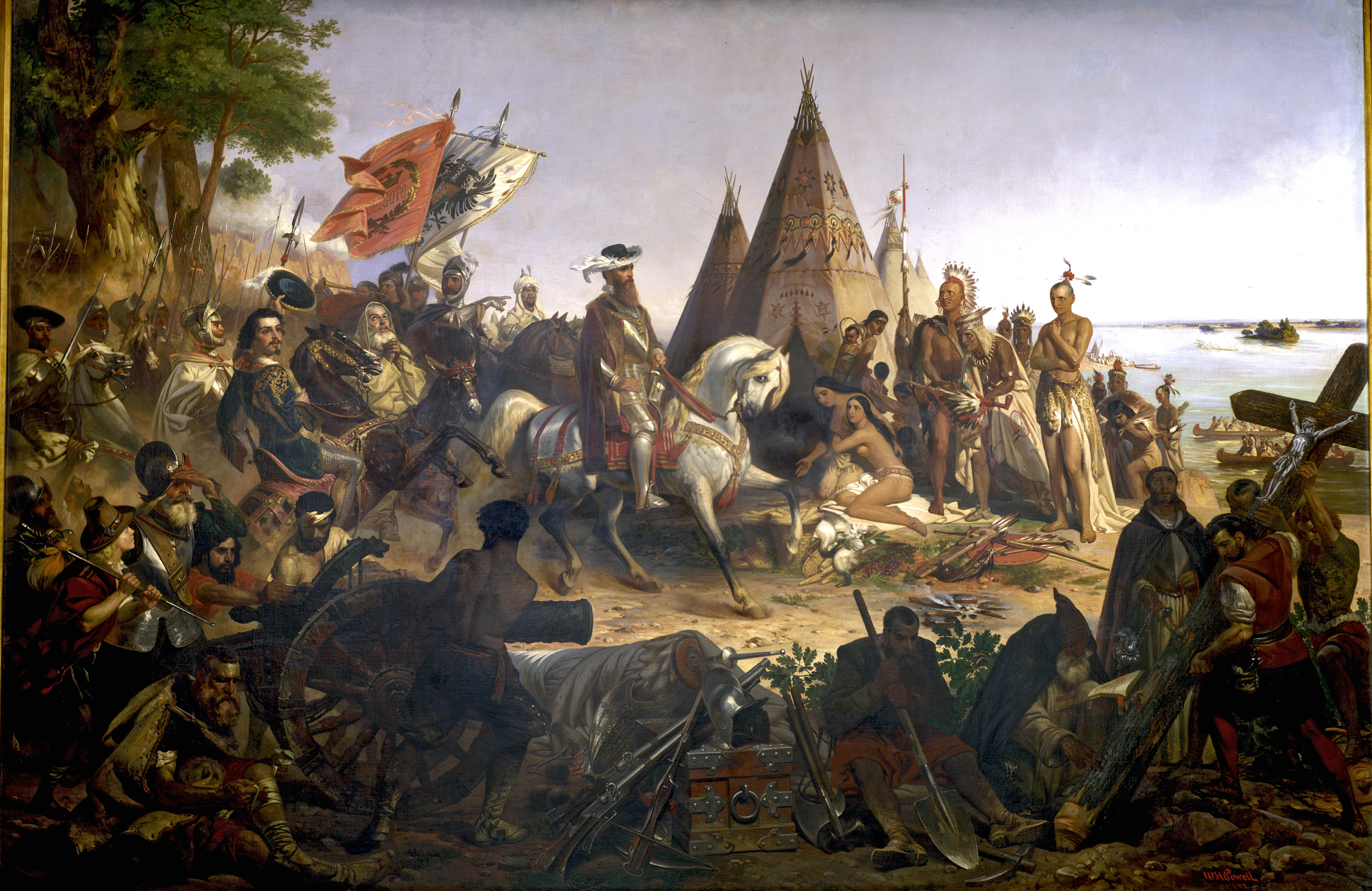
William H. Powell: A Mississippi felfedezése

Hernando de Soto spanyol konkvisztádor volt az első európai ember, aki megpillantotta a Mississippi folyót. Az első híd 1855-ben épült fel Minneapolisban, az első vasúti hidat 1856-ban létesítették.
Legnagyobb árvizet 1927-ben jegyezték fel, ekkor több ezer áldozata volt és 70 000 négyzetkilométer területet öntött el.

## Kultúra

### Dalok
- Paul Robeson: Ol' Man River (Showboat – 1936)
- Frank Sinatra
- Judy Garland
- Samuel Ramey
- Sammy Davis Jr.
- Gregor József
- Ray Charles